# Mompha terminella
Mompha terminella ist ein Schmetterling (Nachtfalter) aus der Familie der Fransenmotten (Momphidae).

## Merkmale
Die Falter haben eine Flügelspannweite von 7 bis 9 Millimeter. Der Kopf ist dunkelbraun und hat einen leicht violetten Glanz. Die Stirn (Frons) ist ockerfarben weiß. Die Fühler sind dunkelbraun, die Fühlerspitze besteht aus etwa acht weißen Segmenten. Der Thorax ist schwärzlich braun und hat einen leichten violetten Glanz. Die Vorderflügel sind dunkel orange gefärbt. Ein bleigrauer Fleck reicht von der Flügelbasis bis zu 1/3 der Vorderflügellänge, an der Flügelbasis reicht er von der Costalader bis zum Flügelinnenrand. Innerhalb des Flecks befindet sich ein schwarzer Fleck. Ein schmaler brauner Costalstrich reicht von diesem schwarzen Fleck bis zu einem weißen Costalfleck bei 3/4 der Vorderflügellänge. Ein bleigrauer, golden glänzender Fleck befindet sich zwischen dem Flügelinnenrand und der Analfalte. Außen ist er von einem Büschel abstehender schwarzer Schuppen umgeben. Ein ähnlicher Fleck befindet sich am Innenwinkel, ihm gegenüber liegt ein kleiner weißer Subcostalfleck. Der Apex ist schwarzbraun und mit glänzenden bleigrauen Strichen am Außenrand versehen. Die Hinterflügel sind dunkel graubraun.
Bei den Männchen ist der Cucullus kurz und breit. Er ist an der Basis anderthalb mal so breit wie an der Spitze. Der Apex ist gerundet. Der Sacculus ist kürzer als der Cucullus, er ist gebogen und hat einen ziemlich stumpfen Apex. Der Uncus ist lang und hat eine hakenförmige Spitze. Der Gnathos hat die Form eines nadeligen Bandes. Die Anellus-Lappen sind kurz und gestutzt und mit Nadeln versehen. Der Aedeagus ist kurz und kräftig. Er hat einen langen, spitz zulaufenden Cornutus und einen mit Nadeln besetzten Bereich.
Bei den Weibchen ist das 8. Tergit rechteckig und nur schwach sklerotisiert. Die Lappen des 8. Sternits sind groß und stark sklerotisiert. Das Sterigma ist knollenförmig und vorn verjüngt. Das Ostium ist breit und trichterförmig. Der Ductus bursae ist S-förmig und etwa anderthalb mal so lang wie das Corpus bursae. Der breiteste sklerotisierte Abschnitt ist mit dem Ostium verbunden und vorn verjüngt. Das Corpus bursae ist oval und besitzt zwei große sichelförmige Signa.

### Ähnliche Arten
Mompha terminella unterscheidet sich von der ähnlichen Art Mompha locupletella durch die geringere Flügelspannweite, den schwarzen Fleck innerhalb des grauen Flecks an der Flügelbasis und die beiden subdorsalen Flecke.

## Verbreitung
Die Art ist im Nordwesten Europas und in Mitteleuropa beheimatet. Im Osten reicht das Verbreitungsgebiet bis in den russischen Fernen Osten. Auch an der Ostküste Nordamerikas wurde die Art nachgewiesen.

## Biologie
Die Raupen entwickeln sich an Großem Hexenkraut (Circaea lutetiana), Alpen-Hexenkraut (Circaea alpina) und Mittlerem Hexenkraut (Circaea intermedia). Die Art bildet nur eine Generation im Jahr. Die Raupen leben ab der ersten Augusthälfte bis zur ersten Septemberhälfte (bzw. von Juni bis Juli) und minieren in den Blättern. Die Mine beginnt in Form eines schmalen weißlichen Fraßganges, der einige Kreise oder Halbkreise um die Eiablagestelle bildet. Spätere Minen sind grünlich weiß. Sie haben dann einen auffälligen Fraßgang, in dem sich der Raupenkot als schwarze Linie abzeichnet. Manchmal sind beide Fraßgänge miteinander verbunden und bilden eine große Platzmine, in der die Linien des Raupenkots den ursprünglichen Fraßgang anzeigen. Die Raupen verlassen häufig die ursprüngliche Spiralmine, um in der Nähe oder auf einem anderen Blatt eine neue Mine zu beginnen. Die Raupen verpuppen sich in einem weißlichen Kokon, der an ein Blatt angesponnen wird oder in der Streuschicht, gelegentlich auch in der Mine. Die Falter fliegen von Juli bis August (bzw. von Mai bis Juni).

## Systematik
Aus der Literatur sind folgende Synonyme bekannt:
- Glyphipteryx terminella Humphreys & Westwood, 1845
- Elachista patriciella Stainton, 1849
- Psacaphora chrysargyrella Herrich-Schäffer, [1854]
- Mompha engelella Busck, 1906